# Таиохае
Таиохае (или Таи о Хае) је највеће насеље и главни град острва Маркиз у саставу територије Француска Полинезија. Насеље је смештено на бившем вулканском кратеру на острву Нуку Хива. У насељу живи 1.700 становника према пороценама из 2011.